# Méthode Boscher
Pour les articles homonymes, voir Boscher.
La Méthode Boscher, plus connue sous le nom de la Méthode Boscher ou la Journée des tout petits, célèbre ouvrage de méthode de lecture édité pour la première fois en 1906 (aujourd’hui édité chez Belin).
Les auteurs sont Mathurin Boscher, instituteur dans les Côtes-du-Nord ; V. Boscher, institutrice ; et J. Chapron, instituteur.

## Auteurs
Mathurin Boscher, né à Quintenic près de Lamballe, fils de paysans, perdit un bras lors de travaux agricoles. Entré à l'École normale d'instituteurs de Saint-Brieuc, il devint instituteur en 1903. Il mit au point un manuel interdisciplinaire illustré par lui-même, permettant d'apprendre parallèlement la lecture, l'écriture, le calcul, les sciences naturelles et le dessin. Premier président du syndicat des instituteurs des Côtes-du-Nord, il devint maire de Saint-Barnabé en 1912, mais mourut de la tuberculose en 1915, âgé de moins de 40 ans.

## Genèse
Les premières éditions ont été illustrées par Jacqueline Duché. À partir de 1959, les illustrations de la méthode Boscher sont l’œuvre de François Garnier. 

## Accueil
La Méthode Boscher a été appréciée pour sa rigueur et son efficacité dans l'enseignement de la lecture. Cette méthode de lecture et d'écriture syllabique classique a été très utilisée des années 1920 aux années 1950. Elle a été largement utilisée dans les écoles françaises pendant plusieurs décennies. Elle a permis à des centaines de milliers d'élèves d'apprendre à lire et à écrire. Tombée en désuétude dans les années 1960 avec l'arrivée de la méthode idéo-visuelle, elle est peu à peu redécouverte, dans sa version réactualisée, par des parents qui souhaitent eux-mêmes apprendre à lire à leurs enfants.  
Aujourd'hui, les illustrations, partie intégrante de la méthode, en font un véritable album, témoin de la société française des années 1950 et 1960.